# Nuoto di fondo ai campionati europei di nuoto 2018 - 5 km maschili
La gara dei 5 km in acque libere maschile si è svolta la mattina dell'8 agosto 2018 e vi hanno partecipato 24 atleti.

## Medaglie
| Posizione | Atleti            | Paese    |
| --------- | ----------------- | -------- |
| Oro       | Kristóf Rasovszky | Ungheria |
| Argento   | Axel Reymond      | Francia  |
| Bronzo    | Logan Fontaine    | Francia  |

## Risultati
| Pos. | Atleta               | Nazionalità   | Tempo     |
| ---- | -------------------- | ------------- | --------- |
|      | Kristóf Rasovszky    | Ungheria      | 52'38"9   |
|      | Axel Reymond         | Francia       | 52'41"7   |
|      | Logan Fontaine       | Francia       | 52'44"4   |
| 4    | Rob Muffels          | Germania      | 52'55"4   |
| 5    | Marcello Guidi       | Italia        | 52'56"8   |
| 6    | Pepijn Smits         | Paesi Bassi   | 52'59"1   |
| 7    | Marc-Antoine Olivier | Francia       | 53'06"7   |
| 8    | Denis Adeev          | Russia        | 53'09"0   |
| 9    | Pasquale Sanzullo    | Italia        | 53'10"0   |
| 10   | Dániel Székelyi      | Ungheria      | 53'12"5   |
| 11   | Ruwen Straub         | Germania      | 53'14"7   |
| 12   | Guillem Pujol        | Spagna        | 53'15"1   |
| 13   | Andrea Manzi         | Italia        | 53'15"7   |
| 14   | Marcus Herwig        | Germania      | 53'15"7   |
| 15   | Kirill Abromisov     | Russia        | 53'16"7   |
| 16   | Ihor Chervynskyy     | Ucraina       | 53'18"4   |
| 17   | Sergej Bol'šakov     | Russia        | 53'18"8   |
| 18   | Vít Ingeduld         | Rep. Ceca     | 53'19"0   |
| 19   | David Brandl         | Austria       | 53'22"5   |
| 20   | Tamaš Farkaš         | Serbia        | 53'22"8   |
| 21   | Ventsislav Aydarski  | Bulgaria      | 53'24"4   |
| 22   | Dimitrios Negris     | Grecia        | 53'25"2   |
| 23   | Hector Pardoe        | Gran Bretagna | 54'41"5   |
| 24   | Tomáš Peciar         | Slovacchia    | 1h01'13"7 |